# Ben Tzion Spitz
Ben Tzion Spitz (Queens, 1969) es un líder religioso, escritor, ingeniero y empresario estadounidense e israelí.
Es hijo de Nira y Ellliot Spitz. Contrae matrimonio con Tamara Tocker y son padres de site hijos: Eitan, Akiva, Elchanan, Netanel, Yehoshua, Yehuda y Tiferet Spitz. Realizó sus estudios en la Universidad Yeshiva y obtuvo un máster como ingeniero mecánico de la Universidad de Columbia. Practicante del judaísmo ortodoxo.
Residió en Montevideo y fue gran rabino en Kehila de Uruguay. Es colaborador y escritor en The Times of Israel.

## Libros
- 2011, Llamada del destino I. Génesis (Destiny's Call I)
- 2012, Llamada del destino II. Éxodo (Destiny's Call II)
- 2013, Aventura judía en la China moderna (Jewish Adventure in Modern China).
- 2014, Joshua. Conquistador (Joshua: Conqueror)